# Afrikaans kampioenschap voetbal 2010
De 27e editie van de African Cup of Nations (Afrika Cup) werd in Angola van 10 tot en met 31 januari gehouden. Egypte won het toernooi voor de zevende keer door in de finale Ghana te verslaan met 1–0. Nigeria werd derde.
Als gastland was Angola direct geplaatst voor de eindronde. In het kwalificatietoernooi werd om de overige 15 plaatsen gestreden. Het kwalificatietoernooi viel samen met de kwalificatie voor het WK 2010.

## Kwalificatie

### Gekwalificeerde landen
| Land         | Gekwalificeerd als | Datum van kwalificatie | Aantal deelnames | Beste prestatie                                    |
| ------------ | ------------------ | ---------------------- | ---------------- | -------------------------------------------------- |
| Algerije     | Winnaar Groep C    | 6 september 2009       | 13               | Winnaar in (1990)                                  |
| Angola       | Gastland           | 29 juli 2007           | 4                | Kwartfinale (2008)                                 |
| Benin        | 2e in Groep D      | 11 oktober 2009        | 2                | Eerste ronde (2004, 2008)                          |
| Burkina Faso | 2e in Groep E      | 11 oktober 2009        | 6                | Vierde plaats (1998)                               |
| Egypte       | 2e in Groep C      | 10 oktober 2009        | 21               | Winnaar in (1957, 1959, 1986, 1998, 2006, 2008)    |
| Gabon        | 2e in Groep A      | 10 oktober 2009        | 3                | Kwartfinale in (1996)                              |
| Ghana        | Winnaar Groep D    | 20 juni 2009           | 16               | Winnaar in (1963, 1965, 1978, 1982)                |
| Ivoorkust    | Winnaar Groep E    | 5 september 2009       | 17               | Winnaar in (1992)                                  |
| Kameroen     | Winnaar Groep A    | 10 oktober 2009        | 15               | Winnaar in (1984, 1988, 2000, 2002)                |
| Malawi       | 3e in Groep E      | 14 november 2009       | 6                | Eerste Ronde ( 1984)                               |
| Mali         | 3e in Groep D      | 11 oktober 2009        | 5                | Finalist (1972)                                    |
| Mozambique   | 3e in Groep B      | 14 november 2009       | 3                | Eerste ronde 1986, 1996, 1998)                     |
| Nigeria      | Winnaar Groep B    | 11 oktober 2009        | 15               | Winnaar in (1980, 1994)                            |
| Togo         | 3e in Groep A      | 14 november 2009       | 6                | Eerste ronde ( 1972, 1984, 1998, 2000, 2002, 2006) |
| Tunesië      | 2e in Groep B      | 6 september 2009       | 13               | Winnaar in (2004)                                  |
| Zambia       | 3e in Groep C      | 14 november 2009       | 13               | Finalist (1974, 1994 )                             |

## Aanslag op het Togolees voetbalelftal
De spelersbus van het Togolees voetbalelftal werd op 8 januari 2010 bij de grens van de Republiek Congo en Angola beschoten door leden van de FLEC. Daarbij vielen drie doden, de buschauffeur, de woordvoerder van het elftal en de assistent-bondscoach Améleté Abalo. Daarnaast vielen er acht gewonden, onder wie de spelers Kodjovi Obilale en Serge Akakpo.
Naar aanleiding van deze aanslag trok Togo zich terug. De spelers gaven een dag later aan om toch te willen spelen, maar uiteindelijk besloot de Togolese overheid het team terug te trekken.

## Gaststeden
| Luanda                     | · Luanda Benguela Cabinda Lubango | Cabinda                       |
| -------------------------- | --------------------------------- | ----------------------------- |
| Estádio 11 de Novembro     | · Luanda Benguela Cabinda Lubango | Estádio Nacional do Chiazi    |
|                            | · Luanda Benguela Cabinda Lubango |                               |
| Capaciteit: 50.000         | · Luanda Benguela Cabinda Lubango | Capaciteit: 20.000            |
| Benguela                   | · Luanda Benguela Cabinda Lubango | Lubango                       |
| Estádio Nacional de Ombaka | · Luanda Benguela Cabinda Lubango | Estádio Nacional da Tundavala |
|                            | · Luanda Benguela Cabinda Lubango |                               |
| Capaciteit: 35.000         | · Luanda Benguela Cabinda Lubango | Capaciteit: 20.000            |

## Scheidsrechters
| Naam                    | Geboren    | Duels | Kreeg geel | Kreeg voor de tweede keer geel en dus rood | Weggestuurd |
| ----------------------- | ---------- | ----- | ---------- | ------------------------------------------ | ----------- |
| Daniel Bennett          | 22/08/1976 | 3     | 10         | -                                          | -           |
| Koman Coulibaly         | 04/07/1970 | 3     | 12         | -                                          | -           |
| Jerome Damon            | 04/04/1972 | 3     | 15         | -                                          | 2           |
| Esam Abd El Fatah       | 30/12/1965 | 2     | 10         | 1                                          | -           |
| Mohamed Benouza         | 26/09/1972 | 2     | 11         | -                                          | -           |
| Coffi Codjia            | 09/12/1967 | 2     | 6          | 2                                          | 1           |
| Badara Diatta           | 02/08/1969 | 2     | 3          | -                                          | -           |
| Noumandiez Doué         | 29/09/1970 | 2     | 10         | 1                                          | -           |
| Eddy Maillet            | 19/10/1967 | 2     | 9          | -                                          | 1           |
| Rajindraparsad Seechurn | 03/06/1970 | 2     | 3          | -                                          | -           |
| Khalid Abdel Rahman     | 16/01/1968 | 1     | 6          | -                                          | -           |
| Khalil Al-Ghamdi        | 02/09/1970 | 1     | 5          | -                                          | -           |
| Kacem Ben Naceur        | 12/07/1977 | 1     | 3          | -                                          | -           |
| Kokou Djaoupe           | 10/07/1968 | 1     | 3          | -                                          | -           |
| Helder Martins          | 01/01/1977 | 1     | 4          | -                                          | -           |
| Muhmed Ssegonga         | 12/12/1970 | 1     | 6          | -                                          | -           |
| Totaal                  | Totaal     | 29    | 116        | 4                                          | 4           |

## Loting
De loting voor de eindronde vond op 20 november 2009 plaats in Luanda. Gastland Angola en titelhouder Egypte werden in de sterkste pot geplaatst. De overige landen werden op sterkte gerangschikt op basis van de resultaten in de laatste drie edities van het toernooi en opeenvolgend in de potten gedeeld.

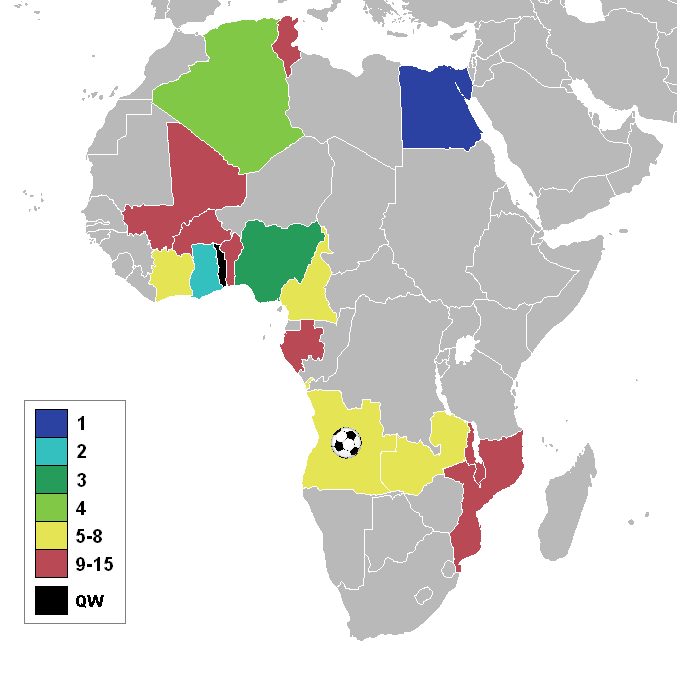
Resultaten van de deelnemende landen.
Kampioen
Tweede plek
Derde plek
Vierde plek
Kwartfinale
Groepsfase

| Pot 1     | Pot 2   | Pot 3    | Pot 4        |
| --------- | ------- | -------- | ------------ |
| Angola    | Tunesië | Zambia   | Burkina Faso |
| Egypte    | Nigeria | Benin    | Gabon        |
| Kameroen  | Ghana   | Algerije | Malawi       |
| Ivoorkust | Mali    | Togo     | Mozambique   |

## Groepsfase
| Kleuren in de tabellen                           |
| ------------------------------------------------ |
| Nummers 1 en 2 plaatsen zich voor de kwartfinale |

Beslissingscriteria
Wanneer twee of meer teams gelijk staan met hetzelfde puntenaantal dan worden zij gerangschikt door de volgende criteria:
1. Doelsaldo in de wedstrijden tussen de teams;
2. Aantal gescoorde doelpunten tussen teams;
3. Doelsaldo in alle groepswedstrijden;
4. Aantal gescoorde doelpunten in alle groepswedstrijden;
5. Loting

Alle tijden zijn lokaal (UTC+0)

### Groep A
| Team     | Wed. | W | G | V | DV | DT | DS | Ptn |
| -------- | ---- | - | - | - | -- | -- | -- | --- |
| Angola   | 3    | 1 | 2 | 0 | 6  | 4  | +2 | 5   |
| Algerije | 3    | 1 | 1 | 1 | 1  | 3  | –2 | 4   |
| Mali     | 3    | 1 | 1 | 1 | 7  | 6  | +1 | 4   |
| Malawi   | 3    | 1 | 0 | 2 | 4  | 5  | –1 | 3   |

|                                          |                                                             |       |                                            |                                                                                                  |
| 10 januari 2010 «onderlinge duels» 20:00 | Angola                                                      | 4 – 4 | Mali                                       | Estádio 11 de Novembro, Luanda Toeschouwers: 45.000 Scheidsrechter: Essam Abd El Fatah ( Egypte) |
| 10 januari 2010 «onderlinge duels» 20:00 | Flávio Amado 36' 42' Gilberto 67' (pen.) Manucho 74' (pen.) |       | Keita 79' 90+3' Kanouté 88' Yatabaré 90+4' | Estádio 11 de Novembro, Luanda Toeschouwers: 45.000 Scheidsrechter: Essam Abd El Fatah ( Egypte) |

|                                          |                                       |       |          |                                                                                             |
| 11 januari 2010 «onderlinge duels» 14:45 | Malawi                                | 3 – 0 | Algerije | Estádio 11 de Novembro, Luanda Toeschouwers: 1.000 Scheidsrechter: Badara Diatta ( Senegal) |
| 11 januari 2010 «onderlinge duels» 14:45 | Mwafulirwa 17' Kafoteka 35' Banda 48' |       |          | Estádio 11 de Novembro, Luanda Toeschouwers: 1.000 Scheidsrechter: Badara Diatta ( Senegal) |

|                                          |      |              |          |                                                                                              |
| 14 januari 2010 «onderlinge duels» 17:00 | Mali | 0 – 1        | Algerije | Estádio 11 de Novembro, Luanda Toeschouwers: 4.000 Scheidsrechter: Segonga Muhmed ( Oeganda) |
| 14 januari 2010 «onderlinge duels» 17:00 |      | Halliche 43' |          | Estádio 11 de Novembro, Luanda Toeschouwers: 4.000 Scheidsrechter: Segonga Muhmed ( Oeganda) |

|                                          |                        |       |        |                                                                                                  |
| 14 januari 2010 «onderlinge duels» 19:30 | Angola                 | 2 – 0 | Malawi | Estádio 11 de Novembro, Luanda Toeschouwers: 48.500 Scheidsrechter: Noumandiez Doué ( Ivoorkust) |
| 14 januari 2010 «onderlinge duels» 19:30 | Flávio 48' Manucho 54' |       |        | Estádio 11 de Novembro, Luanda Toeschouwers: 48.500 Scheidsrechter: Noumandiez Doué ( Ivoorkust) |

|                                          |        |       |          |                                                                                                 |
| 18 januari 2010 «onderlinge duels» 17:00 | Angola | 0 – 0 | Algerije | Estádio 11 de Novembro, Luanda Toeschouwers: 40.000 Scheidsrechter: Jerome Damon ( Zuid-Afrika) |
| 18 januari 2010 «onderlinge duels» 17:00 |        |       |          | Estádio 11 de Novembro, Luanda Toeschouwers: 40.000 Scheidsrechter: Jerome Damon ( Zuid-Afrika) |

|                                          |                                  |       |                | |
| 18 januari 2010 «onderlinge duels» 17:00 | Mali                             | 3 – 1 | Malawi         | Estádio Chimandela, Cabinda Toeschouwers: 21.000 Scheidsrechter: Rajindraparsad Seechurn ( Mauritius) |
| 18 januari 2010 «onderlinge duels» 17:00 | Kanouté 1' Keita 3' Bagayoko 85' |       | Mwafulirwa 58' | Estádio Chimandela, Cabinda Toeschouwers: 21.000 Scheidsrechter: Rajindraparsad Seechurn ( Mauritius) |

### Groep B
| Team         | Wed. | W | G | V | DV | DT | DS | Ptn |
| ------------ | ---- | - | - | - | -- | -- | -- | --- |
| Ivoorkust    | 2    | 1 | 1 | 0 | 3  | 1  | +2 | 4   |
| Ghana        | 2    | 1 | 0 | 1 | 2  | 3  | –1 | 3   |
| Burkina Faso | 2    | 0 | 1 | 1 | 0  | 1  | –1 | 1   |

Togo trok zich terug na de aanslag op de spelersbus
|                                          |           |       |              |                                                                                            |
| 11 januari 2010 «onderlinge duels» 17:00 | Ivoorkust | 0 – 0 | Burkina Faso | Estádio Chimandela, Cabinda Toeschouwers: 5.000 Scheidsrechter: Kacem Bennaceur ( Tunesië) |
| 11 januari 2010 «onderlinge duels» 17:00 |           |       |              | Estádio Chimandela, Cabinda Toeschouwers: 5.000 Scheidsrechter: Kacem Bennaceur ( Tunesië) |

|                                          |                                   |       |                   |                                                                                              |
| 15 januari 2010 «onderlinge duels» 19:30 | Ivoorkust                         | 3 – 1 | Ghana             | Estádio Chimandela, Cabinda Toeschouwers: 23.000 Scheidsrechter: Jerome Damon ( Zuid-Afrika) |
| 15 januari 2010 «onderlinge duels» 19:30 | Gervinho 23' Tiéné 66' Drogba 90' |       | Gyan 90+3' (pen.) | Estádio Chimandela, Cabinda Toeschouwers: 23.000 Scheidsrechter: Jerome Damon ( Zuid-Afrika) |

|                                          |              |          |       |                                                                                            |
| 19 januari 2010 «onderlinge duels» 17:00 | Burkina Faso | 0 – 1    | Ghana | Estádio Chimandela, Cabinda Toeschouwers: 8.000 Scheidsrechter: Eddy Maillet ( Seychellen) |
| 19 januari 2010 «onderlinge duels» 17:00 |              | Ayew 30' |       | Estádio Chimandela, Cabinda Toeschouwers: 8.000 Scheidsrechter: Eddy Maillet ( Seychellen) |

### Groep C
| Team       | Wed. | W | G | V | DV | DT | DS | Ptn |
| ---------- | ---- | - | - | - | -- | -- | -- | --- |
| Egypte     | 3    | 3 | 0 | 0 | 7  | 1  | +6 | 9   |
| Nigeria    | 3    | 2 | 0 | 1 | 5  | 3  | +2 | 6   |
| Benin      | 3    | 0 | 1 | 2 | 2  | 5  | –3 | 1   |
| Mozambique | 3    | 0 | 1 | 2 | 2  | 7  | –5 | 1   |

|                                          |                               |       |           | |
| 12 januari 2010 «onderlinge duels» 17:00 | Egypte                        | 3 – 1 | Nigeria   | Estádio Nacional de Ombaka, Benguela Toeschouwers: 18.000 Scheidsrechter: Rajindraparsad Seechurn ( Mauritius) |
| 12 januari 2010 «onderlinge duels» 17:00 | Moteb 34' Hassan 54' Gedo 87' |       | Obasi 12' | Estádio Nacional de Ombaka, Benguela Toeschouwers: 18.000 Scheidsrechter: Rajindraparsad Seechurn ( Mauritius) |

|                                          |                   |       |                                          | |
| 12 januari 2010 «onderlinge duels» 19:30 | Mozambique        | 2 – 2 | Benin                                    | Estádio Nacional de Ombaka, Benguela Toeschouwers: 15.000 Scheidsrechter: Abdel Rahman Khalid ( Soedan) |
| 12 januari 2010 «onderlinge duels» 19:30 | Miro 29' Fumo 54' |       | Omotoyossi 15' (pen.) D. Khan 21' (e.d.) | Estádio Nacional de Ombaka, Benguela Toeschouwers: 15.000 Scheidsrechter: Abdel Rahman Khalid ( Soedan) |

|                                          |                  |       |       | |
| 16 januari 2010 «onderlinge duels» 17:00 | Nigeria          | 1 – 0 | Benin | Estádio Nacional de Ombaka, Benguela Toeschouwers: 8.000 Scheidsrechter: Martins de Carvalho Helder ( Angola) |
| 16 januari 2010 «onderlinge duels» 17:00 | Yakubu 42' (pen) |       |       | Estádio Nacional de Ombaka, Benguela Toeschouwers: 8.000 Scheidsrechter: Martins de Carvalho Helder ( Angola) |

|                                          |                             |       |            |                                                                                                 |
| 16 januari 2010 «onderlinge duels» 19:30 | Egypte                      | 2 – 0 | Mozambique | Estádio Nacional de Ombaka, Benguela Toeschouwers: 16.000 Scheidsrechter: Kokou Djaoupe ( Togo) |
| 16 januari 2010 «onderlinge duels» 19:30 | D. Khan 47' (e.d.) Gedo 81' |       |            | Estádio Nacional de Ombaka, Benguela Toeschouwers: 16.000 Scheidsrechter: Kokou Djaoupe ( Togo) |

|                                          |                          |       |       | |
| 20 januari 2010 «onderlinge duels» 17:00 | Egypte                   | 2 – 0 | Benin | Estádio Nacional de Ombaka, Benguela Toeschouwers: 12.500 Scheidsrechter: Daniel Bennett ( Zuid-Afrika) |
| 20 januari 2010 «onderlinge duels» 17:00 | Al-Muhamadi 7' Moteb 24' |       |       | Estádio Nacional de Ombaka, Benguela Toeschouwers: 12.500 Scheidsrechter: Daniel Bennett ( Zuid-Afrika) |

|                                          |                                |       |            | |
| 20 januari 2010 «onderlinge duels» 17:00 | Nigeria                        | 3 – 0 | Mozambique | Estádio Nacional da Tundavala, Lubango Toeschouwers: 10.000 Scheidsrechter: Koman Coulibaly ( Mali) |
| 20 januari 2010 «onderlinge duels» 17:00 | Odemwingie 45' 47' Martins 86' |       |            | Estádio Nacional da Tundavala, Lubango Toeschouwers: 10.000 Scheidsrechter: Koman Coulibaly ( Mali) |

### Groep D
| Team     | Wed. | W | G | V | DV | DT | DS | Ptn |
| -------- | ---- | - | - | - | -- | -- | -- | --- |
| Zambia   | 3    | 1 | 1 | 1 | 5  | 5  | 0  | 4   |
| Kameroen | 3    | 1 | 1 | 1 | 5  | 5  | 0  | 4   |
| Gabon    | 3    | 1 | 1 | 1 | 2  | 2  | 0  | 4   |
| Tunesië  | 3    | 0 | 3 | 0 | 3  | 3  | 0  | 3   |

|                                          |          |            |       | |
| 13 januari 2010 «onderlinge duels» 17:00 | Kameroen | 0 – 1      | Gabon | Estádio Nacional da Tundavala, Lubango Toeschouwers: 15.000 Scheidsrechter: Daniel Bennett ( Zuid-Afrika) |
| 13 januari 2010 «onderlinge duels» 17:00 |          | Cousin 17' |       | Estádio Nacional da Tundavala, Lubango Toeschouwers: 15.000 Scheidsrechter: Daniel Bennett ( Zuid-Afrika) |

|                                          |             |       |               | |
| 13 januari 2010 «onderlinge duels» 19:30 | Zambia      | 1 – 1 | Tunesië       | Estádio Nacional da Tundavala, Lubango Toeschouwers: 17.000 Scheidsrechter: Koman Coulibaly ( Mali) |
| 13 januari 2010 «onderlinge duels» 19:30 | Mulenga 19' |       | Dhaouadhi 40' | Estádio Nacional da Tundavala, Lubango Toeschouwers: 17.000 Scheidsrechter: Koman Coulibaly ( Mali) |

|                                          |       |       |         |                                                                                                   |
| 17 januari 2010 «onderlinge duels» 17:00 | Gabon | 0 – 0 | Tunesië | Estádio Nacional da Tundavala, Lubango Toeschouwers: 16.000 Scheidsrechter: Coffi Codjia ( Benin) |
| 17 januari 2010 «onderlinge duels» 17:00 |       |       |         | Estádio Nacional da Tundavala, Lubango Toeschouwers: 16.000 Scheidsrechter: Coffi Codjia ( Benin) |

|                                          |                                   |       |                               | |
| 17 januari 2010 «onderlinge duels» 19:30 | Kameroen                          | 3 – 2 | Zambia                        | Estádio Nacional da Tundavala, Lubango Toeschouwers: 15.000 Scheidsrechter: Khalil Al Ghamdi ( Saoedi-Arabië) |
| 17 januari 2010 «onderlinge duels» 19:30 | Geremi 68' Eto'o 72' Idrissou 86' |       | Mulenga 8' Katongo 82' (pen.) | Estádio Nacional da Tundavala, Lubango Toeschouwers: 15.000 Scheidsrechter: Khalil Al Ghamdi ( Saoedi-Arabië) |

|                                          |                     |       |                         | |
| 21 januari 2010 «onderlinge duels» 17:00 | Gabon               | 1 – 2 | Zambia                  | Estádio Nacional de Ombaka, Benguela Toeschouwers: 5.000 Scheidsrechter: Mohammed Benouza ( Algerije) |
| 21 januari 2010 «onderlinge duels» 17:00 | F. do Marcolino 83' |       | Kalaba 28' Chamanga 62' | Estádio Nacional de Ombaka, Benguela Toeschouwers: 5.000 Scheidsrechter: Mohammed Benouza ( Algerije) |

|                                          |                       |       |                                | |
| 21 januari 2010 «onderlinge duels» 17:00 | Kameroen              | 2 – 2 | Tunesië                        | Estádio Nacional da Tundavala, Lubango Toeschouwers: 19.000 Scheidsrechter: Noumandiez Doué ( Ivoorkust) |
| 21 januari 2010 «onderlinge duels» 17:00 | Eto'o 47' N'Guémo 64' |       | Chermiti 1' Chedjou 63' (e.d.) | Estádio Nacional da Tundavala, Lubango Toeschouwers: 19.000 Scheidsrechter: Noumandiez Doué ( Ivoorkust) |

## Knock-outfase
|  | kwartfinale           | kwartfinale           |                     |       | halve finale          | halve finale          |   |  | finale | finale |
|  |                       |                       |                     |       |                       |                       |   |  |        |        |
|  | 24 januari – Luanda   |                       |                     |       |                       |                       |   |  |        |        |
|  |                       |                       |                     |       |                       |                       |   |  |        |        |
|  | Angola                | 0                     |                     |       |                       |                       |   |  |        |        |
|  | Angola                | 0                     | 28 januari – Luanda |       |                       |                       |   |  |        |        |
|  | Ghana                 | 1                     |                     |       |                       |                       |   |  |        |        |
|  | Ghana                 | 1                     | Ghana               | 1     |                       |                       |   |  |        |        |
|  | 25 januari – Lubango  |                       | Ghana               | 1     |                       |                       |   |  |        |        |
|  |                       | Nigeria               | 0                   |       |                       |                       |   |  |        |        |
|  | Zambia                | Nigeria               | 0                   | 0 (4) |                       |                       |   |  |        |        |
|  | Zambia                |                       | 31 januari – Luanda | 0 (4) |                       |                       |   |  |        |        |
|  | Nigeria               | 0 (5)                 |                     |       |                       |                       |   |  |        |        |
|  | Nigeria               | 0 (5)                 | Ghana               | 0     |                       |                       |   |  |        |        |
|  | 24 januari – Cabinda  |                       | Ghana               | 0     |                       |                       |   |  |        |        |
|  |                       | Egypte                | 1                   |       |                       |                       |   |  |        |        |
|  | Ivoorkust             | Egypte                | 1                   | 2     |                       |                       |   |  |        |        |
|  | Ivoorkust             | 28 januari – Benguela |                     | 2     |                       |                       |   |  |        |        |
|  | Algerije              | 3                     |                     |       |                       |                       |   |  |        |        |
|  | Algerije              | 3                     | Algerije            | 0     | derde plaats          | derde plaats          |   |  |        |        |
|  | 25 januari – Benguela |                       | Algerije            | 0     | derde plaats          | derde plaats          |   |  |        |        |
|  |                       | Egypte                | 4                   |       | 30 januari – Benguela | 30 januari – Benguela |   |  |        |        |
|  | Egypte                | Egypte                | 4                   | 3     | 30 januari – Benguela | 30 januari – Benguela |   |  |        |        |
|  | Egypte                |                       |                     |       |                       | Nigeria               | 1 |  |        |        |
|  | Kameroen              | 1                     |                     |       |                       | Nigeria               | 1 |  |        |        |
|  | Kameroen              | 1                     | Algerije            | 0     |                       |                       |   |  |        |        |
|  |                       |                       | Algerije            | 0     |                       |                       |   |  |        |        |

### Kwartfinale
|                                          |        |          |       |                                                                                                  |
| 24 januari 2010 «onderlinge duels» 17:00 | Angola | 0 – 1    | Ghana | Estádio 11 de Novembro, Luanda Toeschouwers: 50.000 Scheidsrechter: Mohammed Benouza ( Algerije) |
| 24 januari 2010 «onderlinge duels» 17:00 |        | Gyan 16' |       | Estádio 11 de Novembro, Luanda Toeschouwers: 50.000 Scheidsrechter: Mohammed Benouza ( Algerije) |

|                                          |                    |            |                                         |                                                                                             |
| 24 januari 2010 «onderlinge duels» 20:30 | Ivoorkust          | 2 – 3 (nv) | Algerije                                | Estádio Chimandela, Cabinda Toeschouwers: 20.000 Scheidsrechter: Eddy Maillet ( Seychellen) |
| 24 januari 2010 «onderlinge duels» 20:30 | Kalou 4' Keita 89' |            | Matmour 40' Bougherra 90+1' Bouazza 92' | Estádio Chimandela, Cabinda Toeschouwers: 20.000 Scheidsrechter: Eddy Maillet ( Seychellen) |

|                                          |                         |            |                   | |
| 25 januari 2010 «onderlinge duels» 17:00 | Egypte                  | 3 – 1 (nv) | Kameroen          | Estádio Nacional de Ombaka, Benguela Toeschouwers: 15.000 Scheidsrechter: Jerome Damon ( Zuid-Afrika) |
| 25 januari 2010 «onderlinge duels» 17:00 | Hassan 37' 95' Gedo 92' |            | Hassan 26' (e.d.) | Estádio Nacional de Ombaka, Benguela Toeschouwers: 15.000 Scheidsrechter: Jerome Damon ( Zuid-Afrika) |

|                                          |                                           |            |                                         | |
| 25 januari 2010 «onderlinge duels» 20:30 | Zambia                                    | 0 – 0 (nv) | Nigeria                                 | Estádio Nacional da Tundavala, Lubango Toeschouwers: 10.000 Scheidsrechter: Essam Abd El Fatah ( Egypte) |
| 25 januari 2010 «onderlinge duels» 20:30 |                                           |            |                                         | Estádio Nacional da Tundavala, Lubango Toeschouwers: 10.000 Scheidsrechter: Essam Abd El Fatah ( Egypte) |
| 25 januari 2010 «onderlinge duels» 20:30 | Strafschoppen                             |            |                                         | Estádio Nacional da Tundavala, Lubango Toeschouwers: 10.000 Scheidsrechter: Essam Abd El Fatah ( Egypte) |
| 25 januari 2010 «onderlinge duels» 20:30 | Chivuta C. Katongo Mayuka Nyrienda Mweene | 4 – 5      | Mikel Martins Obinna Odemwingie Enyeama | Estádio Nacional da Tundavala, Lubango Toeschouwers: 10.000 Scheidsrechter: Essam Abd El Fatah ( Egypte) |

### Halve finale
|                                          |             |       |         |                                                                                                  |
| 28 januari 2010 «onderlinge duels» 17:00 | Ghana       | 1 – 0 | Nigeria | Estádio 11 de Novembro, Luanda Toeschouwers: 7.500 Scheidsrechter: Daniel Bennett ( Zuid-Afrika) |
| 28 januari 2010 «onderlinge duels» 17:00 | A. Gyan 21' |       |         | Estádio 11 de Novembro, Luanda Toeschouwers: 7.500 Scheidsrechter: Daniel Bennett ( Zuid-Afrika) |

|                                          |          |                                                          |        |                                                                                                 |
| 28 januari 2010 «onderlinge duels» 20:30 | Algerije | 0 – 4                                                    | Egypte | Estádio Nacional de Ombaka, Benguela Toeschouwers: 25.000 Scheidsrechter: Coffi Codjia ( Benin) |
| 28 januari 2010 «onderlinge duels» 20:30 |          | 38' (pen.) Abd Rabo 60' Zidan 81' Abdel-Shafy 90+3' Gedo |        | Estádio Nacional de Ombaka, Benguela Toeschouwers: 25.000 Scheidsrechter: Coffi Codjia ( Benin) |

### Troostfinale
|                                          |            |       |          | |
| 30 januari 2010 «onderlinge duels» 17:00 | Nigeria    | 1 – 0 | Algerije | Estádio Nacional de Ombaka, Benguela Toeschouwers: 15.000 Scheidsrechter: Badara Diatta ( Senegal) |
| 30 januari 2010 «onderlinge duels» 17:00 | Obinna 55' |       |          | Estádio Nacional de Ombaka, Benguela Toeschouwers: 15.000 Scheidsrechter: Badara Diatta ( Senegal) |

### Finale
|                                          |       |          |        |                                                                                             |
| 31 januari 2010 «onderlinge duels» 17:00 | Ghana | 0 – 1    | Egypte | Estádio 11 de Novembro, Luanda Toeschouwers: 50.000 Scheidsrechter: Koman Coulibaly ( Mali) |
| 31 januari 2010 «onderlinge duels» 17:00 |       | 85' Gedo |        | Estádio 11 de Novembro, Luanda Toeschouwers: 50.000 Scheidsrechter: Koman Coulibaly ( Mali) |

| Afrikaans kampioenschap voetbal Winnaar 2010 |
| -------------------------------------------- |
| EGYPTE 7de titel                             |

## Doelpuntenmakers
5 doelpunten
- Gedo

3 doelpunten
- Flávio
- Ahmed Hassan
- Asamoah Gyan
- Seydou Keita

2 doelpunten
- Manucho
- Samuel Eto'o
- Emad Moteab

- Russel Mwafulirwa
- Frédéric Kanouté

- Peter Odemwingie
- Jacob Mulenga

1 doelpunt
- Hameur Bouazza
- Madjid Bougherra
- Rafik Halliche
- Karim Matmour
- Gilberto
- Razak Omotoyossi
- Achille Emana
- Geremi
- Mohammadou Idrissou
- Landry N'Guémo
- Didier Drogba
- Gervinho
- Salomon Kalou

- Kader Keïta
- Siaka Tiéné
- Mohamed Abdel-Shafy
- Hosny Abd Rabo
- Ahmed Al-Muhammadi
- Mohamed Zidan
- Daniel Cousin
- Fabrice Do Marcolino
- André Ayew
- Davi Banda
- Elvis Kafoteka
- Mamadou Bagayoko
- Mustapha Yatabaré

- Fumo
- Miro
- Obafemi Martins
- Chinedu Obasi
- Victor Obinna
- Yakubu
- Amine Chermiti
- Zouheir Dhaouadi
- James Chamanga
- Rainford Kalaba
- Christopher Katongo

Eigen doelpunten
2–  Dario Khan (Tegen Benin en Egypte)

1–  Aurélien Chedjou (Tegen Tunesië)